# Old (película)
Old (titulada: Viejos en Hispanoamérica y Tiempo en España) es una película estadounidense de suspense escrita, dirigida y producida por M. Night Shyamalan, inspirada en la novela gráfica Castillo de arena, de Pierre Oscar Levy y Frederik Peeters. La película está protagonizada por Gael García Bernal, Vicky Krieps, Rufus Sewell, Alex Wolff, Thomasin McKenzie y Abbey Lee, entre otros.
Su estreno se produjo el 23 de julio de 2021 a través de Universal Pictures.

## Trama
El matrimonio formado por Guy y Prisca viaja a un resort  con sus hijos pequeños, Trent y Maddox, como las últimas vacaciones familiares antes de divorciarse. Siguiendo el consejo del gerente del resort, la familia visita una playa apartada también ocupada por tres grupos de personas: el rapero Mid-Size Sedan y una compañera; el cirujano Charles, su esposa Chrystal, su pequeña hija Kara y la madre de Charles, Agnes; y el matrimonio conformado por Jarin y Patricia. La tragedia golpea las vacaciones del grupo cuando descubren el cuerpo de la acompañante de Mid-Size Sedan, al que sigue Agnes muriendo repentinamente. Pronto ocurren eventos extraños, incluidos los tres niños que se convierten en adolescentes. El grupo se da cuenta de que la playa les está envejeciendo rápidamente, lo que resulta en el deterioro de su salud. También notan que al menos un miembro de cada familia tiene una condición médica subyacente. Los esfuerzos para irse del lugar acaban en desmayos y se despiertan nuevamente en la playa.
En medio del grupo que lucha por encontrar una manera de salir de la playa, Trent y Kara forman un vínculo estrecho y Kara queda embarazada. El embarazo avanza rápidamente, pero el bebé no puede sobrevivir más de un minuto bajo los efectos de la playa. Trent y Maddox descubren el cuaderno de un viajero anterior, junto con indicios de que están siendo observados por un individuo desconocido. Los intentos de marcharse se vuelven más tensos cuando la esquizofrenia de Charles empeora, lo que lleva a matar a Mid-Size Sedan. Jarin y Kara mueren durante sus intentos de fuga, mientras que Patricia y Chrystal mueren debido a que sus condiciones médicas se agravan. Charles eventualmente ataca a Guy por la noche, pero Prisca lo corta con un cuchillo oxidado, causando una infección fatal. A medida que cae la noche, ya ancianos, Guy y Prisca hacen las paces antes de morir.
Con solo Maddox y Trent, ahora adultos, a la mañana siguiente, Trent ve un mensaje secreto que le dio el sobrino del gerente, que deduce que está conectado a un pasaje de coral submarino. Sospechando que el pasaje les permitirá a él y a Maddox no perder el conocimiento al salir de la playa, él y su hermana comienzan a nadar a través del coral. Después de que no logran salir del agua, un empleado del resort que los monitorea informa que todo el grupo ha muerto.
Se revela que el complejo es una fachada para un equipo de investigación que realiza ensayos clínicos de nuevos medicamentos, y los huéspedes que padecen afecciones se utilizan como sujetos de prueba involuntarios. Dado que la playa acelera la vida de los huéspedes, los investigadores han podido completar las pruebas de por vida de las drogas en un día. Los investigadores continúan atrayendo a un nuevo grupo a la playa, pero son interrumpidos por la llegada de Trent y Maddox, quienes sobrevivieron a su nado submarino. Usando el cuaderno como evidencia de la desaparición de varios invitados, los hermanos pueden llevar a la policía al complejo. Una vez que los investigadores son arrestados, Trent y Maddox regresan a casa para vivir con su tía, sin estar seguros de su futuro.

## Reparto
- Gael García Bernal como Guy Cappa, actuario casado con Prisca y padre de Trent y Maddox.
- Vicky Krieps como Prisca Cappa, curadora de museo con un tumor de estómago casada con Guy y madre de Trent y Maddox.
- Rufus Sewell como Charles, un cirujano que lucha contra la esquizofrenia y está casado con Chrystal, el padre de Kara y el hijo de Agnes.
- Alex Wolff y Emun Elliott como Trent Cappa, el hijo de Guy y Prisca y el hermano menor de Maddox. Wolff interpreta a Trent a los 15 y Elliot a Trent de adulto, mientras que Nolan River juega a Trent a los 6 y Luca Faustino Rodríguez a Trent a los 11.
- Thomasin McKenzie y Embeth Davidtz como Maddox Cappa, la hija de Guy y Prisca y la hermana mayor de Trent. McKenzie interpreta a Maddox a los 16 años y Davidtz interpreta a Maddox de adulta, mientras que Alexa Swinton interpreta a Maddox a los 11.
- Abbey Lee como Chrystal, la esposa de Charles, la madre de Kara y la nuera de Agnes que tiene hipocalcemia.
- Nikki Amuka-Bird como Patricia Carmichael, una psicóloga epiléptica casada con Jarin.
- Ken Leung como Jarin Carmichael, enfermero y esposo de Patricia.
- Eliza Scanlen como Kara, la hija de Charles y Chrystal y la nieta de Agnes. Scanlen retrata a Kara a los 15, mientras que Kylie Begley retrata a Kara a los 6 y Mikaya Fisher a Kara a los 11.
- Aaron Pierre como Mid-Sized Sedan / Brendan, un rapero que padece hemofilia.
- Gustaf Hammarsten como el gerente del resort.
- Kathleen Chalfant como Agnes, la madre de Charles.

Los miembros adicionales del reparto incluyen a Francesca Eastwood y Matthew Shear como empleados del resort Madrid and Sidney, Kailen Jude como el sobrino del gerente Idlib, y M. Night Shyamalan como el empleado del resort que lleva a los huéspedes a la playa y los vigila.

## Producción
En octubre de 2019 se anunció que M. Night Shyamalan se asociaba con Universal Studios para poner en marcha dos nuevos thrillers que el propio Shyamalan escribiría, produciría y dirigiría.
En mayo de 2020, Eliza Scanlen, Thomasin McKenzie, Aaron Pierre, Alex Wolff y Vicky Krieps iniciaron negociaciones para unirse al reparto. Sus incorporaciones se confirmarían al mes siguiente, junto con la incorporación de Abbey Lee, Nikki Amuka-Bird y Ken Leung al reparto. Gael García Bernal se incorporaría en julio. En agosto de 2020, Rufus Sewell, Embeth Davidtz y Emun Elliott se unieron al reparto de la película. En diciembre de 2020, Nolan River se unió al reparto de la película.

### Rodaje
El rodaje comenzó oficialmente el 26 de septiembre de 2020 en República Dominicana, junto con el anuncio del título de la película. Es la primera vez que Shyamalan filma por completo fuera de Filadelfia. La producción concluyó el 15 de noviembre de 2020.

## Lanzamiento
El estreno de la película se llevó a cabo el 23 de julio de 2021. Inicialmente estaba previsto que se estrenara el 26 de febrero de ese mismo año, pero se retrasó debido a la pandemia de COVID-19.

## Recepción

### Respuesta crítica
En el sitio web del agregador de reseñas Rotten Tomatoes, la película tiene una calificación de aprobación del 50% basada en 236 reseñas, con una calificación promedio de 5.50/10. El consenso de los críticos del sitio dice: "A Old no le faltan ideas interesantes, y la ejecución desigual del guionista y director M. Night Shyamalan intrigará o incordiara a los espectadores, con poco término medio".
Según Metacritic, que asignó un valor puntuación ponderado promedio de 54 sobre 100 basado en 48 críticas, la película recibió "reseñas mixtas o promedio".
Las audiencias encuestadas por CinemaScore le dieron a la película una calificación promedio de "C+" en una escala entre A+ y F.
A.A. Dowd de The A.V. Club elogió la cinematografía de la película mientras criticaba el diálogo, y finalmente declaró que Old demuestra que Shyamalan apenas "sabe una o dos cosas sobre la condición humana, incluso cuando los conceptos básicos de la conversación humana continúan eludiéndolo".
Escribiendo para Variety, Owen Gleiberman elogió la premisa de la película, pero dijo que Shyamalan "no la explora tanto sino que lanza ideas contra la pared" y escribió: "Old, como la mayoría de las películas de Shyamalan, tiene un gancho intrigante junto con algunos gambitos de cine elegantes. Pero en lugar de desarrollar su premisa de una manera insidiosa y poderosa, el guionista y director sigue arrojándote muchas cosas".
Joe Morgenstern de The Wall Street Journal describió la película como "incomparablemente torpe, tonta y alarmada", y agregó: "También es alarmante por su ineptitud, pero la mayor distinción de la película es cómo sus veraneantes con los ojos abiertos y temblorosos logran mantener un estado de alarma que es intenso e inexorable".
Richard Roeper de Chicago Sun-Times le dio a la película una puntuación de 2 de 4 estrellas en su reseña, en la que elogió la premisa y la cinematografía de la película, pero la describió como "una decepción sorda con actuaciones sorprendentemente rígidas de buenos actores y algunos de los diálogos más terriblemente espantosos de cualquier película de este año". Agregó que la película ocasionalmente "se reproduce como un episodio demasiado largo de The Twilight Zone, solo que con un presupuesto y un rodaje mucho más grandes".
Barry Hertz, de The Globe and Mail, describió la película como "puro caos" y "una mirada febrilmente seria a la mortalidad, la responsabilidad y, eh, bueno... desearía poder explicar a qué creo que se está refiriendo Shyamalan en sus últimos 15 minutos.." Añadió: "Shyamalan claramente está pasando el mejor momento de su vida. Hay locaciones de cámara, diálogos forzados que se ejecutan en círculos, agujeros en la trama tontos y tontos, una determinación extraña de que sus artistas actúen de la manera más antinatural posible... y, sí, un giro obscenamente gordo".